# Viradouro de Alma Lavada
Viradouro de Alma Lavada foi o enredo apresentado pela Unidos do Viradouro no desfile das escolas de samba do Rio de Janeiro do carnaval de 2020, com o qual a escola conquistou o seu segundo título de campeã do Grupo Especial do carnaval carioca, 23 anos depois da primeira conquista, no carnaval de 1997. O enredo da escola homenageou as Ganhadeiras de Itapuã, lembrando o sistema de ganho da Bahia no período da escravidão; as manifestações culturais e religiosas de Itapuã que influenciaram a grupo musical das Ganhadeiras; e os outros grupos regionais femininos do Brasil. O enredo foi desenvolvido pelos carnavalescos Marcus Ferreira e Tarcísio Zanon, que foram campeões pela primeira vez na elite do carnaval. Também foi a primeira vez que o casal trabalhou junto e a estreia de Marcus no Especial. O samba-enredo do desfile foi composto por Cláudio Russo, Paulo César Feital, Diego Nicolau, Júlio Alves, Dadinho, Rildo Seixas, Manolo, Anderson Lemos e Carlinhos Fionda.
A Viradouro foi a segunda escola a desfilar na primeira noite do Grupo Especial, na noite do domingo, dia 23 de fevereiro de 2020, sendo a primeira escola de samba a ser campeã desfilando nesta posição. O desfile da agremiação foi amplamente elogiado pela imprensa especializada, ganhando adjetivos como "excelente", "impecável" e "arrebatador". Especialistas destacaram a comissão de frente, em que a atleta Anna Giulia Veloso mergulhava em um aquário; o casal de mestre-sala e porta-bandeira Julinho Nascimento e Rute Alves; a bateria de Mestre Ciça; o luxo das fantasias e alegorias; e o sucesso do samba-enredo. A escola recebeu diversas premiações, incluindo o Estandarte de Ouro de melhor enredo e de melhor comissão de frente; e o Prêmio SRzd de melhor escola do ano.
A escola foi campeã com a mesma pontuação da vice, Acadêmicos do Grande Rio, superando a rival nos critérios de desempate, por ter tido melhor desempenho no quesito Evolução. A Viradouro recebeu dez notas abaixo da máxima, sendo que seis foram descartadas seguindo o regulamento do concurso. Com isso, a agremiação perdeu apenas quatro décimos na avaliação oficial.

## Antecedentes

### Retrospecto

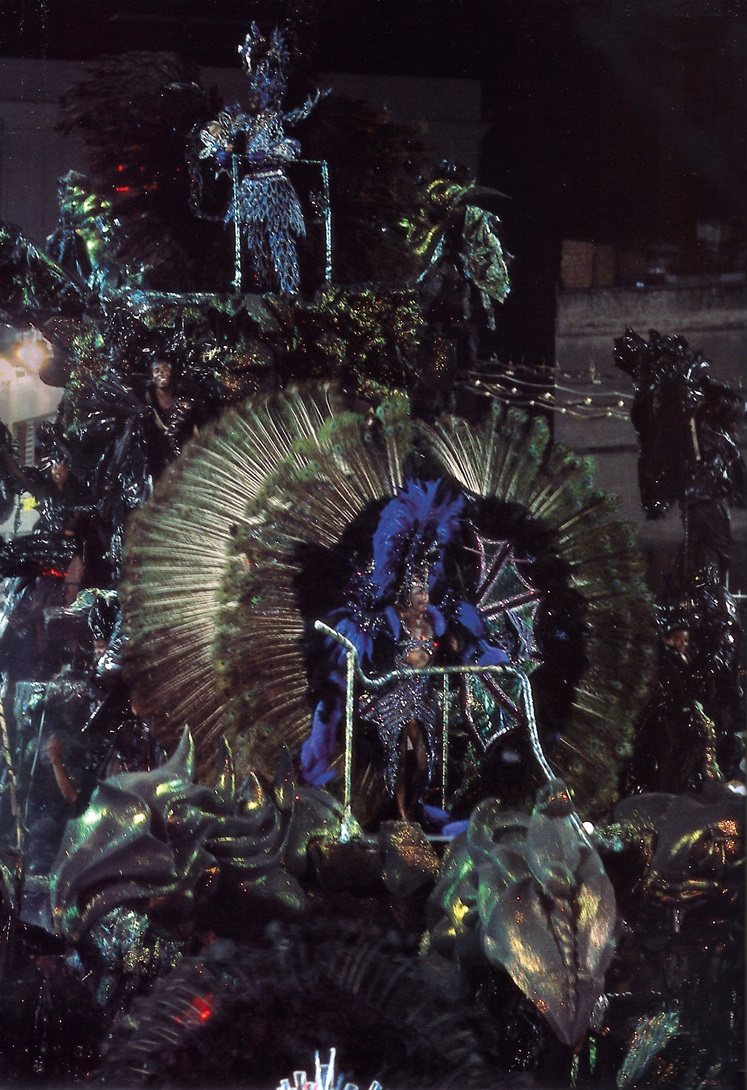
Abre-Alas da Viradouro no desfile de 1997

A Unidos do Viradouro conquistou seu primeiro título no carnaval do Rio de Janeiro em 1997, com "Trevas! Luz! A Explosão do Universo", desfile assinado pelo carnavalesco Joãosinho Trinta. A escola se manteve no Grupo Especial até o carnaval de 2010, quando foi rebaixada para a segunda divisão. A Viradouro chegou a retornar ao Grupo Especial em 2015, após vencer a Série A de 2014, mas foi rebaixada no mesmo ano. A situação da escola mudou após o carnaval de 2017, com a eleição de Marcelo Calil Petrus Filho (Marcelinho Calil). A nova diretoria sanou as dívidas da agremiação e contratou profissionais gabaritados, como o casal de mestre-sala e porta-bandeira, Julinho Nascimento e Rute Alves. Com um enredo de Edson Pereira sobre personalidades e personagens considerados "geniais", a Viradouro venceu a Série A de 2018, garantindo seu retorno ao Grupo Especial. Para o carnaval de 2019, a escola contratou o carnavalesco Paulo Barros e o diretor de bateria Mestre Ciça. Ambos já tinham passagens pela escola na década de 2000. Com o enredo "Viraviradouro!", de Paulo Barros, sobre histórias encantadas e grandes transformações, tendo como fio condutor a ave fênix, figura da mitologia grega que tem o poder de se regenerar das cinzas, a Viradouro conquistou o vice-campeonato do Grupo Especial, com três décimos de diferença para a campeã, Mangueira.

### Preparação para 2020
Paulo Barros renovou com a Viradouro seu contrato para o carnaval de 2020, mas também foi contratado pela Gaviões da Fiel, de São Paulo. A ideia do carnavalesco era assumir as duas escolas. Ele ficaria na Viradouro de segunda a quinta e na Gaviões no final de semana. A Viradouro queria exclusividade e não aceitou "dividir" o carnavalesco com outra escola. Sem chegarem a um acordo, Paulo e Viradouro decidiram romper a parceria. Uma semana após a saída do carnavalesco, a Viradouro anunciou a contratação do casal Marcus Ferreira e Tarcisio Zanon, que nos anos anteriores trabalharam em agremiações da Série A, segunda divisão das escolas de samba do Rio. Pela primeira vez os dois assinariam um desfile juntos. Tarcísio deixou a Estácio de Sá, escola pela qual venceu a Série A de 2019 e que já havia renovado o contrato para trabalhar em dupla com Rosa Magalhães. Marcus estava contratado pelo Império da Tijuca, mas se desligou da agremiação do Morro da Formiga, onde permaneceu por apenas dois meses, pouco após o lançamento de seu enredo. Tarcísio já havia assinado o desfile da Estácio em 2016 no Grupo Especial, enquanto Marcus faria sua estreia na elite do carnaval.
No dia 2 de junho de 2019, a Viradouro divulgou oficialmente seu enredo para o carnaval de 2020 através de um vídeo publicado nas redes sociais da escola. A sinopse do enredo, assinada por Marcus Ferreira, Tarcísio Zanon e Igor Ricardo, foi divulgada pouco mais de um mês depois, no dia 10 de julho. A escola também divulgou seis logomarcas diferentes para o enredo, sendo uma para cada setor do desfile. No dia 18 de julho de 2019 a LIESA sorteou a ordem de apresentação das escolas de samba para o desfile de 2020. A Viradouro foi sorteada para ser a segunda agremiação a se apresentar na primeira noite do Grupo Especial, mesma posição em que desfilou no ano anterior. O desfile da Viradouro recebeu patrocínio de 2,5 milhões de reais da Prefeitura de Niterói (sua cidade-sede), diferente das escolas do Rio de Janeiro, que não receberam subvenção oficial. Após dois anos seguidos cortando a verba pública do Grupo Especial pela metade, o então prefeito do Rio, Marcelo Crivella, decidiu cortar integralmente a subvenção das escolas que desfilam no Sambódromo. Ao longo das semanas que antecederam ao desfile, a Viradouro realizou diversos ensaios em sua quadra, no Barreto, e na Avenida Amaral Peixoto.

## O enredo

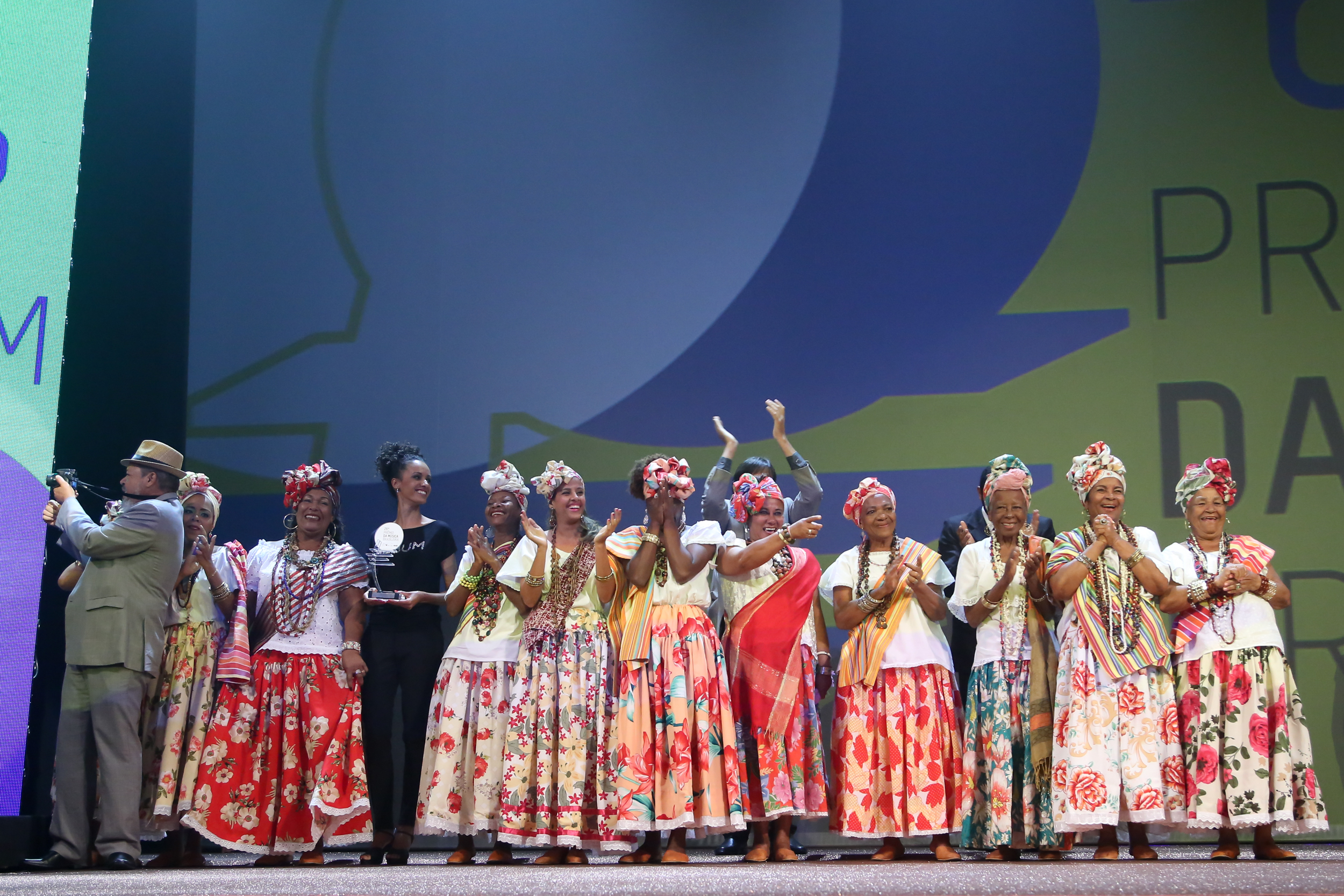
O grupo musical Ganhadeiras de Itapuã, tema do enredo da Viradouro no Prêmio da Música Brasileira 2015.

"Viradouro de Alma Lavada" conta a história do grupo As Ganhadeiras de Itapuã, tratando-as como as "primeiras feministas do Brasil" pela força que tiveram para ir atrás de sua liberdade e pela importância para a cultura da Bahia. O enredo parte da origem do grupo, quando as antigas lavadeiras de roupas da Lagoa do Abaeté, em Itapuã, faziam trabalho de ganho vendendo frutas, milho, condimentos e peixes e caranguejos trazido por seus maridos, comprando a alforria de escravizados da região quando conseguiam juntar dinheiro. Para ajudar a sustentar a família, essas mulheres – muitas delas ex-escravizadas – faziam trabalhos manuais e vendiam cestos de palha, colares e adereços, como as chamadas joias de crioula – adornos geralmente de prata usados por africanas. Foi durante a lavagem de ganho que muitas ganhadeiras se tornaram compositoras, pois a música fazia do trabalho um momento de partilha e, ao mesmo tempo, um gesto de apoio mútuo entre aquelas mulheres, nascendo o samba de mar aberto, que mescla características com as cirandas nordestina.
"Viradouro de Alma Lavada é inspirado na obra musical das Ganhadeiras de Itapuã, que cantam a saga de mulheres que lutaram por sua alforria e a de seu povo. Cânticos de domínio público foram resgatados da memória afetiva das descendentes das primeiras lavadeiras de ganho da Lagoa do Abaeté. Apresentamos três propostas de enredos inéditos à presidência da escola. Sempre buscamos temas não explorados para o carnaval. O carnaval carioca necessita de ineditismo a nosso ver. A diretoria escolheu esse enredo por se aproximar do momento que a escola vive. De renovação e retomada ao Grupo Especial, se sente de alma lavada por reconstruir uma trajetória de sucesso."
— Marcus Ferreira, um dos carnavalescos da Viradouro, sobre a escolha do enredo.

No desfile, o enredo foi desenvolvido em seis setores:
- Setor 1: "Prelúdio das Águas"

O primeiro setor abordou o mergulho nas águas da Lagoa do Abaeté e no Mar de Itapuã para resgatar a ancestralidade das Ganhadeiras históricas da Bahia em meio a lendas míticas, em torno da lavagem de roupas na Lagoa e na busca do quinhão através das puxadas de rede ao mar aberto.
- Setor 2: "Bando do Mercadejo"

O segundo setor retratou os diversos ofícios existentes do sistema de ganho, como a mercação de frutas, animais, condimentos, o encontro nas bicas públicas repletas da camaradagem, tendo a Bica de Itapuã como o local de encontro da população negra/cafuza itapuãzeira. Neles, os escravos de ganho eram vistos (e até confundidos) com os próprios produtos de venda diante da grande quantidade que carregavam.

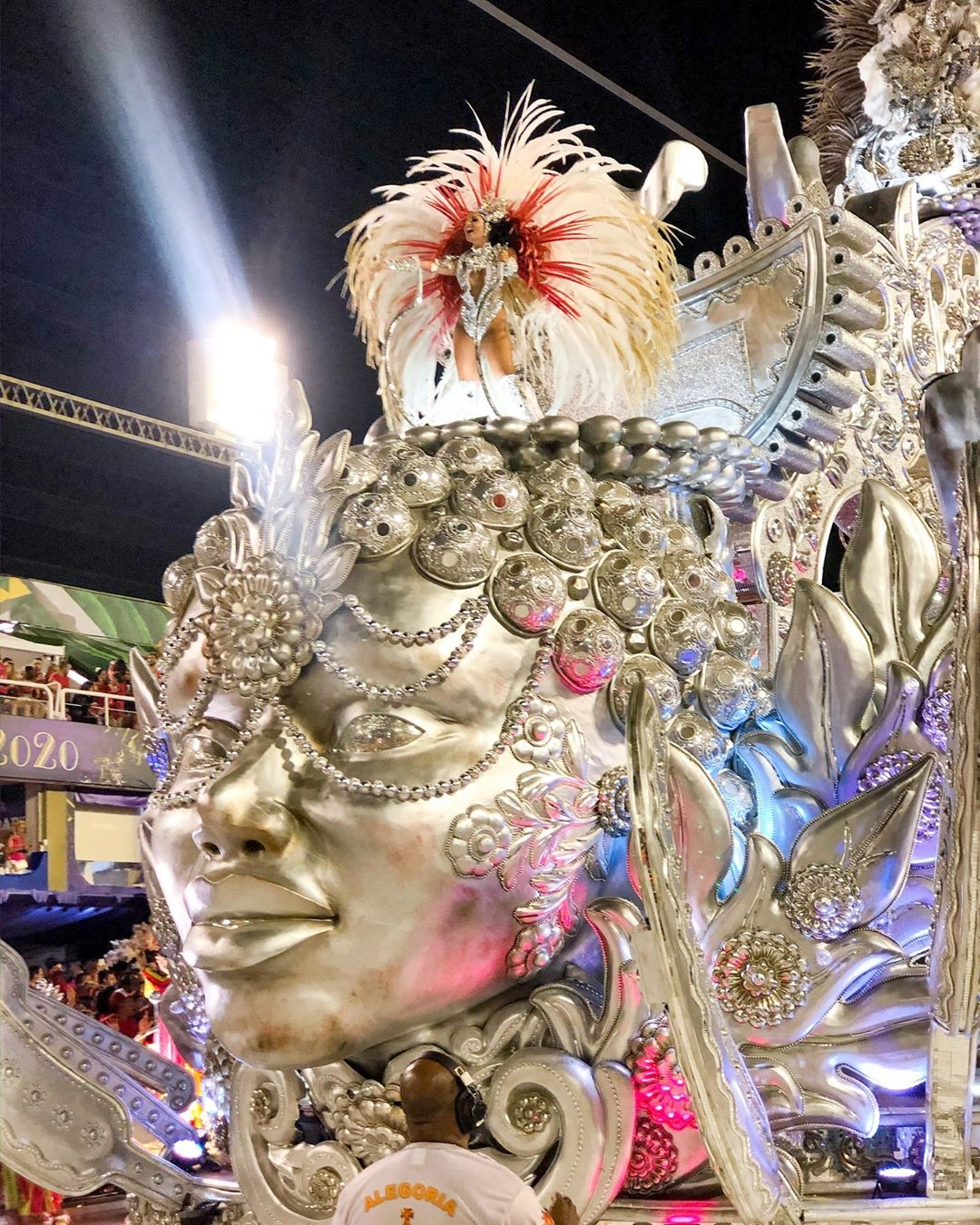
Terceira alegoria do desfile, que abordou a produção das joias de crioula pelas ganhadeiras em Itapuã.

- Setor 3: "Caixinheiros de Terreiro"

O terceiro setor abordou os terreiros que se tornam ateliês das diferentes manufaturas utilizadas como venda de ganho e forma de sustento para mulheres e para seus companheiros, fazendo referência direta às manufaturas vendidas no sistema de ganho, e ao visual adotado pelos negros nesta época, que era inspirado na moda europeia.
- Setor 4: "Festa na Aldeia"

O quarto setor fez referência às principais manifestações folclóricas da negritude de Itapuã, abordando influências culturais e históricas que levaram ao surgimento do grupo musical das Ganhadeiras de Itapuã. A incorporação dessas manifestações por parte das musicistas ajuda a entender a classificação do chamado "samba de mar aberto", cirandado à beira-mar, misto de batuque de roda, cirandas nordestinas e dos afoxés.
- Setor 5: "Sagrada Matriz"

O quinto setor abordou os festejos religiosos de Itapuã, como o de Nossa Senhora da Conceição – padroeira do grupo e do bairro.
- Setor 6: "Tesouros do Brasil"

O sexto setor celebrou a congregação das Ganhadeiras com outros grupos de mulheres do país, que como elas se unem para o trabalho em conjunto numa união movida à cânticos em grupos de lutas e bravuras que mostram a força da mulher brasileira.

## O samba-enredo

### Processo de escolha

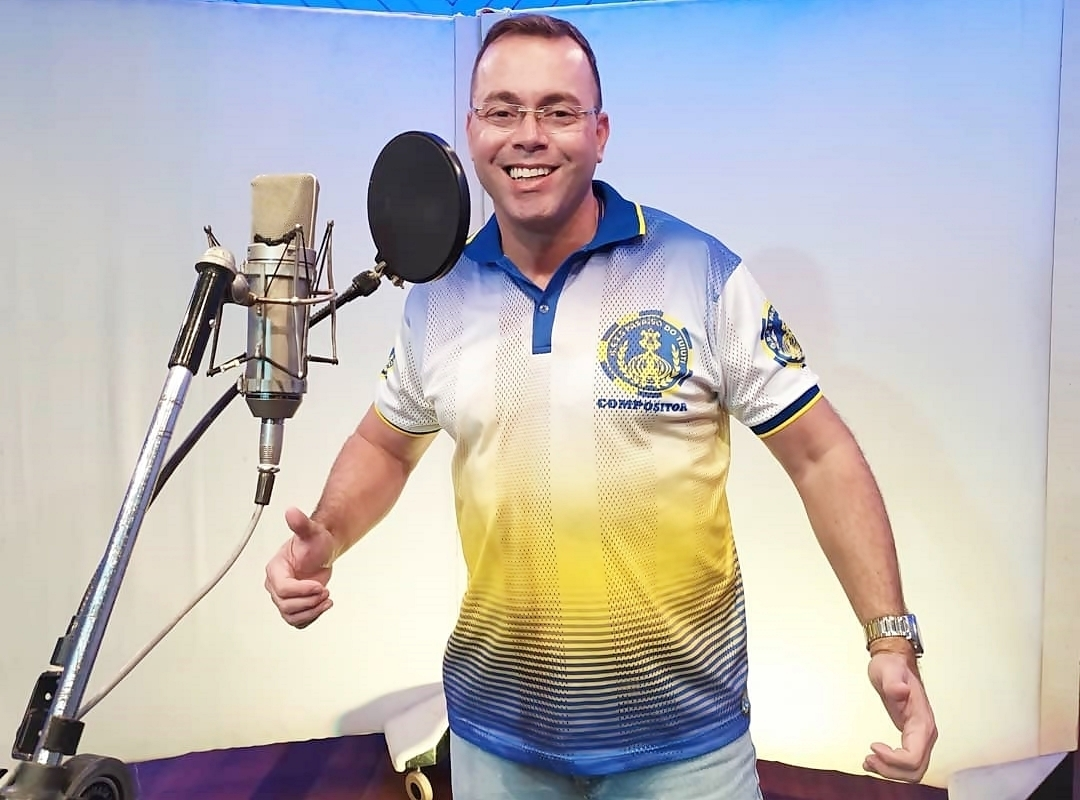
Cláudio Russo é um dos compositores do samba da Viradouro.

A disputa de samba-enredo da Unidos do Viradouro teve início em 6 de agosto de 2019 com a inscrição de vinte e sete sambas concorrentes. O processo de escolha foi realizado em forma de classificatória, com os sambas sendo apresentados na quadra e avaliados pela direção da escola com eliminatórias semanais. A primeira eliminatória aconteceu em 17 de agosto com doze obras classificadas. A final da disputa foi realizada na madrugada do domingo, dia 22 de setembro de 2019, na quadra da escola. O evento foi aberto com um show do grupo Ganhadeiras de Itapuã, tema do enredo da escola. Três obras disputaram a final do concurso e venceu o samba dos compositores Cláudio Russo, Paulo César Feital, Diego Nicolau, Júlio Alves, Dadinho, Rildo Seixas, Manolo, Anderson Lemos e Carlinhos Fionda. É o oitavo samba de Dadinho na Viradouro; o terceiro de Manolo; o segundo de Anderson, Feital e Nicolau; e o primeiro de Russo, Júlio, Rildo e Carlinhos. Dias depois da escolha, o samba da escola foi gravado por Zé Paulo Sierra, intérprete oficial da escola desde 2014. A obra é a faixa dois do álbum Sambas de Enredo 2020, lançado em 12 de dezembro de 2019. Integrante do grupo musical das Ganhadeiras de Itapuã, Maria do Xindó fez uma rápida participação no início da faixa, cantando o trecho de maior sucesso da obra ("Ó, Mãe! Ensaboa, Mãe..."). A faixa teve arranjo do maestro Jorge Cardoso, que também é diretor musical da escola.
"O samba da Viradouro tem uma particularidade, pois ele entra em um tom menor, fazendo um prelúdio, um lamento, que em seguida traz um tom maior para a cabeça da obra. Acredito que seja o grande momento da Viradouro na Avenida. O Zé Paulo canta a obra com extrema propriedade, pois estudou muito esse enredo."
— Jorge Cardoso, diretor musical da escola e arranjador do samba.

### Letra e melodia
A primeira parte do samba aborda as escravas ganhadeiras, mulheres negras que comercializavam produtos com o aval de seus senhores (proprietários escravocratas). Parte do que ganhavam com a venda era dado aos senhores, a outra parte ficava com as escravas que, com o acumulado do valor, conseguiam a compra de suas alforrias e de seus camarás (familiares/irmãos de alma). Os primeiros versos do samba aludem à tarefa de levar a gamela para o pescador depositar o peixe ("Levanta, preta, que o sol tá na janela / Leva a gamela pro xaréu do pescador / A alforria se conquista com o ganho / E o balaio é do tamanho do suor do seu amor"). O trecho seguinte "Mainha, esses velhos areais / Onde nossas ancestrais acordavam as manhãs pra luta" denota que as ganhadeiras acordavam para trabalhar antes do amanhecer, ou seja, elas "acordavam as manhãs". "Sentem cheiro de angelim" faz referência ao aroma da árvore que dava sombra às mulheres durante o trabalho. Muitas das ganhadeiras vendiam quitutes ("E a doçura do quindim / Da bica de Itapuã"). Bica de Itapuã era um dos locais de maior concentração das ganhadeiras, onde elas preparavam o ganho. O refrão central do samba começa fazendo referência à expansão da atividade de ganho pela cidade de Salvador. Com as ganhadeiras conseguindo suas alforrias, seus filhos nasciam livres ("Camará ganhou a cidade / O erê herdou liberdade"). Após o dia de trabalho, as mulheres se reuniam na Baixa do Dendê, onde cantavam e dançavam e convidavam seus fregueses para participar da festa ("Canto das Marias, baixa do dendê / Chama a freguesia pro batuquejê").
A segunda parte do samba homenageia o grupo musical, fundado em 2004. "São elas, dos anjos e das marés" simboliza a religiosidade e as águas que cercam o bairro baiano de Itapuã. "Anjos" também faz referência ao sobrenome de uma das matriarcas do conjunto musical, Maria da Paixão dos Santos Anjos, a Maria de Xindó. O verso seguinte faz alusão às joias de prata produzidas pelas escravas. Sua utilização pelas ganhadeiras invoca a sorte e afasta o mau olhado ("Crioulas do balangandã, ô iaiá"). O termo Samba de Mar Aberto foi criado pelo diretor musical das Ganhadeiras, Amadeu Alves, para denominar o jeito de tocar e cantar o samba do litoral de Itapuã. O termo expressa a diversidade musical das Ganhadeiras. Sambas, cirandas nordestinas, afoxés, marchinhas, entre outros ritmos semelhantes compõem o repertório do grupo ("Ciranda de roda, na beira do mar"). "Ganhadeira que benze, vai pro terreiro sambar" expressa a religiosidade das mulheres do grupo. "Nas escadas da fé: É a voz da mulher!" faz referência à participação das Ganhadeiras na festa da lavagem da escadaria da Igreja de Itapuã. O trecho seguinte saúda Xangô, orixá padroeiro da Viradouro, mais uma vez evocando o lado religioso das Ganhadeiras que, juntas, formam uma falange ("Xangô ilumina a caminhada / A falange está formada, um coral cheio de amor / Kaô, o axé vem da Bahia / Nessa negra cantoria que Maria ensinou"). No refrão seguinte, a melodia remete aos antigos sambas de roda da Bahia, enquanto a letra alude ao trabalho das escravas de lavar a roupas de seus senhores ("Ó, Mãe! Ensaboa, Mãe! / Ensaboa, pra depois quarar"). O refrão principal do samba começa com uma saudação à Oxum, padroeira das Ganhadeiras. Também cita o ouro e o dourado, ligados à orixá; além da Lagoa do Abaeté, onde as ganhadeiras cantavam enquanto lavavam a roupa (Ora yê ô Oxum! Seu dourado tem axé / Faz o seu quilombo no Abaeté / Quem lava a alma dessa gente veste ouro / É Viradouro! É Viradouro!").
O trecho de maior sucesso do samba é o pré-refrão ("Ó, Mãe! Ensaboa, Mãe! / Ensaboa, pra depois quarar"). A ideia foi do compositor Cláudio Russo, inspirado nas letras curtas do samba de roda. Os principais entusiastas do "ensaboa" foram os parceiros de composição Paulo César Feital e Diego Nicolau. A primeira versão do samba, em tom de lamento, foi reprovada pelos carnavalescos Marcus Ferreira e Tarcísio Zanon, que pediram uma obra mais alegre. A entrega do samba seria numa terça-feira, mas, até as 23 horas do domingo a obra ainda não estava pronta. Chovia no Rio de Janeiro e a parceria não conseguiu se reunir. A ideia foi terminar o samba pelo Whatsapp, compondo até as quatro horas da manhã de segunda-feira, dia da gravação do samba e véspera da entrega. Com o lançamento da obra, o trecho do "ensaboa" dividiu opiniões e virou meme, mas conquistou os torcedores da escola e, posteriormente, o público no sambódromo durante o desfile.

### Crítica especializada
Mauro Ferreira, do G1, apontou o samba-enredo da Viradouro como um dos destaques para o carnaval de 2020 ("Como a força de um samba-enredo também se prova na avenida, com o calor e o coro popular, a Viradouro tem tudo para fazer bonito com samba cujo enredo são as Ganhadeiras de Itapuã. O refrão do samba 'Viradouro de Alma Lavada' já se insinua incendiário na gravação do disco. Leonardo Bruno, do jornal O Globo, classificou o samba da Viradouro como "mediano", apontando que o destaque da obra é o "refrão que remete a Cartola: 'Ó, mãe! Ensaboa, mãe! / Ensaboa pra depois quarar'". O jornalista se referiu à música "Ensaboa", de Cartola.
Para Marco Maciel, do site especializado Sambario, a obra da Viradouro "soa apenas correta", "com o refrão mais grudento do ano, daqueles que ficam no subconsciente mesmo de forma involuntária", "porém, como numa espécie de efeito colateral, o 'ensaboa' acaba abafando as demais partes do samba-enredo. Bruno Guedes, da Cult Magazine, escreveu que o samba da escola tem um "pré-refrão principal altamente popular e comunicativo" e que "a letra descreve o tema com fidelidade e tem uma melodia que pode garantir os quarenta pontos que o quesito pede", sendo um "um típico samba que explode na Avenida se bem executado". Para Isaque Castella, da Revista Movimento, "o ponto alto do samba da agremiação de Niterói fica por conta do refrão principal e do trecho que o antecede, o qual, apesar de aprioristicamente apelativo, funciona muito bem e deve colocar a escola e o público para cantar", mas que a obra "deixa a desejar na riqueza da letra e da melodia em outros momentos, em que o samba cai em lugares comuns, como após o refrão do meio".

## O desfile
A Viradouro foi a segunda escola a desfilar na primeira noite do Grupo Especial, iniciando seu desfile às 22 horas e 43 minutos do domingo, dia 23 de fevereiro de 2020. A apresentação contou com dois mil e seiscentos componentes, divididos em 27 alas, seis carros alegóricos e três tripés. Todos os componentes desfilaram maquiados. Uma equipe de 250 maquiadores trabalhou desde as 17 horas da tarde produzindo os desfilantes. A escola concluiu sua apresentação com 66 minutos. Abaixo, o roteiro do desfile e o contexto das alegorias e fantasias apresentadas.
| Roteiro | |
| Setor 1: "Prelúdio das Águas" | |
| --- | --- |
| Comissão de Frente: "Velhos Areais de Nossas Ancestrais" Coreografada por Alex Neoral, com direção de Márcio Jahú e figurinos de Tania Agra, a comissão da Viradouro foi composta por um elenco de quinze mulheres negras. Um tripé, simbolizando a Lagoa do Abaeté, fez parte da apresentação. A coreografia começou com as mulheres em frente ao tripé, carregando bacias, representando as zungueiras-lavadeiras (ancestrais das ganhadeiras, oriundas da África). Em determinado momento da coreografia, as dançarinas trocaram de roupa, simbolizando a transformação, ocorrida através dos tempos, das zungueiras em ganhadeiras (mulheres escravizadas ou libertas que realizavam "trabalho de ganho", ou seja, desenvolviam atividades comerciais, mediante acordos com os seus senhores, para vender peixes, frutas, tecidos, entre outras coisas, nas ruas da cidade). Na segunda parte da coreografia, as mulheres usavam roupas vermelhas com estampas dos produtos que cada uma vendia. Elas colocavam as roupas antigas na bacia e subiam no tripé, onde faziam movimentos como se estivessem lavando as roupas antigas. Também "abriam" os panos amarrados na cabeça e revelavam os produtos vendidos. No alto do tripé, uma componente fazia um movimento como se pulasse para dentro da água. Nesse momento, as paredes do tripé desceram e revelaram um aquário com uma sereia dentro, representando Oxum, orixá das águas doces. A sereia foi interpretada pela atleta da seleção brasileira de nado artístico Anna Giulia Veloso, de 20 anos de idade. Anna Giulia ficava cerca de um minuto submersa num aquário com sete mil litros de água mineral. Durante os preparativos para o carnaval, a escola tentou encher o aquário com água da CEDAE, companhia de água e esgoto do Rio de Janeiro, mas a água ficou turva, dificultando a visibilidade da sereia. Na época, a CEDAE passava por uma crise no abastecimento de água. O jeito encontrado pelos diretores para conseguir água limpa foi alugando dois caminhões pipas, que abasteceram o aquário horas antes do desfile. A comissão recebeu o prêmio Estandarte de Ouro. Primeiro casal de mestre-sala e porta-bandeira (Julinho Nascimento e Rute Alves): "Sol para a Liberdade" Com figurinos em tons de vermelho e dourado, o primeiro casal da Viradouro simbolizou a luz do sol, fator importante para a prática do ganho (lavagem das roupas) e, por consequência, a compra de alforrias das ganhadeiras. As lavadeiras iniciavam a rotina de trabalho cedo, com os primeiros raios de sol. Essa relação com as manhãs era romantizada nas melodias cantadas durante a lavagem de roupas dos senhores. O samba-enredo do desfile faz menção a isso em seu primeiro verso ("Levanta, preta, que o sol tá na janela"). O figurino do casal foi criado pelos carnavalescos Marcus Ferreira e Tarcísio Zanon e confeccionado pelo Ateliê Aquarela Carioca. Celeste Lima, bailarina do Teatro Municipal do Rio de Janeiro, foi a ensaiadora do casal. Rute e Julinho receberam os prêmios Estrela do Carnaval e Gato de Prata de melhor casal do carnaval 2020. Guardiãs do primeiro casal: "Sacerdotisas do Sol" Doze mulheres negras formaram as guardiãs do primeiro casal de mestre-sala e porta-bandeira. Segundo o roteiro do desfile, as mulheres simbolizavam a "representação poética das ganhadeiras-lavadeiras adoradoras do sol". Com figurino dourado, elas carregavam bacias com espelho no fundo. O figurino foi criado pelos carnavalescos Marcus Ferreira e Tarcísio Zanon e confeccionado pelo Ateliê Alessandra Reis. Tripé 1: "Quem Lava a Alma Dessa Gente Veste Ouro" Logo após o casal desfilou um tripé representando a orixá Oxum, padroeira do grupo Ganhadeiras de Itapuã. Além da escultura de Oxum, o tripé apresenta o brasão da Viradouro. No tripé, desfilaram Verônica Raquel Santana das Virgens, solista das Ganhadeiras de Itapuã, com a fantasia "Mãe Lavadeira"; e Amadeu Alves, produtor musical das Ganhadeiras, com a fantasia "Pai Pescador". Ala 1: "Mãe Lavadeira" A primeira ala do desfile representa o ofício das lavadeiras, uma das principais atividades do sistema de ganho praticado na Lagoa do Abaeté. A fantasia da ala mistura elementos aquáticos como conchas e pérolas ao dourado em referência a Oxum. Ala 2: "Pai Pescador" A segunda ala representa os pescadores. Algumas ganhadeiras auxiliavam as puxadas de redes dos pescadores no mar de Itapuã. Em troca, ganhavam peixes. Assim como na ala anterior, a fantasia usa elementos aquáticos em tons de dourado e branco. Alegoria 1: "Prelúdio das Águas".Visão lateral do carro abre-alas. Alegoria 1: "Prelúdio das Águas" O carro abre-alas da Viradouro simbolizou o imaginário em torno do trabalho das ganhadeiras no mar de Itapuã. Reproduções de peixes, conchas, redes, seres marinhos, sereias (figuras mitológicas de histórias e músicas entoadas pelas ganhadeiras) e esculturas de Iemanjá (a divindade das águas) enfeitaram a alegoria. Embaixo da figura central de Iemanjá, componentes dançavam sob uma cascata d'água. Assim como os outros elementos da abertura do desfile, o carro alegórico é predominantemente em tons dourados, dessa vez, em referência ao barroco baiano. O nome da alegoria, "Prelúdio das Águas" é o título de uma canção das Ganhadeiras de Itapuã, que evidencia a importância das águas para a população ribeirinha do bairro. Com dois módulos acoplados, a alegoria foi a maior da história da Viradouro até então, com cinquenta metros de comprimento. Composições: Composições femininas (lateral baixo): Fantasia "Sereias Rainhas" Composições femininas (alto): Fantasia "Ninfas das Águas" Composições masculinas (no alto das torres): Fantasia "Cardume Marítimo" Grupo cênico (redes): Fantasia "Peixes na rede" Grupo cênico (no chão da avenida e nas laterais da alegoria): Fantasia "Quinhão do Mar" Destaques: Semi-destaque frontal: Tatiana Guimarães (Fantasia "A Rainha das Águas") Destaque central baixo: Paulo Passos (Fantasia "O Lendário dos Mares") Destaque central superior: Will Passos (Fantasia "O Prelúdio das Águas") | |
| Setor 2: "Bando do Mercadejo" | |
| Ala 3: "Fuá da Mercação" A terceira ala do desfile faz referência ao sistema de ganho, onde os escravizados comercializavam diversos produtos, percorrendo cerca de cinquenta quilômetros diários entre Itapuã e Salvador. A ala é dividida em oito grupos com fantasias diferentes ("Mercação de Milho"; Mercação de Flores"; "Mercação de Caranguejo"; "Mercação de Amendoim"; "Mercação de Ervas"; "Mercação de Pimenta"; "Mercação de Cana"; e "Mercação de Frutas"). Cada fantasia reproduz elementos e cores correspondentes ao produto vendido. As fantasias femininas carregam bonecos nas costas, como se fossem seus filhos. A ala foi inspirada na música "Mercação" do grupo Ganhadeiras de Itapuã. O figurino da ala foi baseado em registros históricos obtidos com as próprias Ganhadeiras de Itapuã. Neles, os escravos de ganho eram confundidos com os próprios produtos de venda diante da grande quantidade que carregavam. O calçado dos componentes é "camuflado" com a estamparia do figurino, como se estivessem descalços, uma vez que os escravos de ganho, andavam descalços durante o período escravocrata brasileiro. O uso de vime nas fantasias foi inspirado no trabalho de Mestre Didi, artista plástico, escritor e sacerdote afro-brasileiro, morto em 2013. Grupo de Adereços: "Beco dos Galinheiros" O Grupo de Adereços fez referência ao Beco dos Galinheiros, um ajuntamento de escravos de ganho que levavam, de Itapuã para Salvador, aves de terreiros da Baixa do Dendê. Tripé 2: "Expedição Naturalista" O segundo tripé do desfile faz referência às expedições naturalistas que passaram por Salvador no século XIX, e que tiveram auxílio das ganhadeiras como coletoras. Em troca de alforria, as escravas de ganho acompanhavam e coletavam parte da fauna e flora das restingas de Itapuã aos pesquisadores estrangeiros. Teresa Cristina Santos Silva, a Lica, ganhadeira de Itapuã que encena nas apresentações do grupo musical a relação das mulheres com a natureza de ganho, desfilou na parte de baixo do tripé com a fantasia "Negra Coletora". Na parte alta desfilou o cabeleireiro Rafael Ébolli com a fantasia "Restinga Natural". Personagem de Chão - Tia Cléa como Preta Maria Presidente da Ala das Baianas, Tia Cléa desfilou à frente da ala, representando Preta Maria, uma das primeiras ganhadeiras de Itapuã a conquistar a alforria. Preta vendia nas ruas de Salvador junto com suas "camarás" (irmãs de alma). Liberta, Preta ajudou outras escravizadas a conquistar a liberdade por meio do sistema de ganho. Ala 4 (Baianas): "Baianas Quituteiras" As setenta e cinco baianas da Viradouro desfilaram representando as vendedoras de quitutes, iguarias e doces típicos da Bahia. A saia da fantasia, feita de vime, reproduzia um tabuleiro com diversas iguarias. A ala recebeu os prêmios Estrela do Carnaval e SRzd de melhor ala de baianas de 2020. Guardiãs das Baianas: "Doceiras de Cocadas" Ao lado das baianas desfilaram mulheres mais jovens representando o ofício de cocadeiras ou vendedoras de cocadas. As componentes distribuíram cocadas de verdade para o público presente no sambódromo. Ala 5: "Aguadeiras" A quinta ala do desfile faz referência à atividade de buscar águas nas bicas públicas para a mercação. Apesar de Salvador contar com muitas fontes de água, o sistema de abastecimento, até o início do século XIX, era feito basicamente através do trabalho braçal desempenhado tanto por homens, quanto por mulheres. O chapéu da fantasia simulava um balde de água. Musa - Luana Bandeira: "Capitã-de-Canto" A musa Luana Bandeira desfilou representando uma africana alforriada, nomeada como líder de canto das ganhadeiras, responsável por traçar as melhores estratégias para o lucro diário no sistema de ganho, como, por exemplo, tabelar os preços da água que seria distribuída. Alegoria 2: "Água de Beber É Mais Caro! - A Bica de Itapuã".Visão lateral da alegoria, vista da arquibancada. Alegoria 2: "Água de Beber É Mais Caro! - A Bica de Itapuã" O segundo carro alegórico do desfile simboliza o trabalho das aguadeiras (responsáveis por buscar água) na Bica de Itapuã. Com um sistema de abastecimento de água encanada praticamente inexistente, até meados do século XIX, Itapuã dependia da força escrava para levar água até as residências. Surge então a figura da aguadeira – ou mercante de água potável carregada por gamelas. As fontes eram localizadas na parte baixa da cidade, exigindo grande esforço físico das escravizadas para levar a água até a parte alta, era o caso da Bica de Itapuã, localizada na Baixa do Dendê. A alegoria é decorada com estruturas simbolizando as aguadeiras carregando baldes e gamelas de água. Fios de LED azul saem de dentro dos baldes, simulando a água caindo. Personagens (laterais da alegoria): Ton Brício (Fantasia "Mercante de Legumes") Carlos Tavares (Fantasia "Mercante de Verduras") Paulo Souza (Fantasia "Mercante de Cereais") Nacho Mohanmed (Fantasia "Mercante de Peixes") Marcelo Gonçalves (Fantasia "Mercante de Aberém") Iran Chagas (Fantasia "Mercante de Pão") Marilda Lafitte (Fantasia "Ganhadeira Benzedeira") Cláudio Fabri (Fantasia "Mercante de Ervas") Semi-destaque frontal: Rodrigo Totti (Fantasia "Capatazia") Composições femininas (no alto da bica): Fantasia "Banho de Bica" Velha-guarda da Viradouro (nas varandas da fonte): Fantasia "Fonte do Saber" Grupo cênico (no chão da avenida e nas laterais da alegoria): Fantasia "Negras de Gamelas" | |
| Setor 3: "Caixinheiros de Terreiros" | |
| Ala 6: "Maleiros de Aviamentos" A sexta ala do desfile retrata os escravos de ganho que trabalhavam com a mercação de diferentes manufaturas, como linhas, botões e aviamentos em geral. O colorido da fantasia, em tom predominantemente amarelo, estabelece uma relação direta com as cores vibrantes dos objetos que eram vendidos pelos escravizados. Ala 7: "Alfaiates de Retalhos" A sétima ala do desfile remete ao artesanato feito com retalhos pelas escravas de ganho. No Brasil, os fuxicos têm a criação atribuída aos escravizados africanos, pela necessidade que tinham em reaproveitar os retalhos dos tecidos de suas senhoras. Segundo casal de mestre-sala e porta-bandeira (Jeferson Souza e Amanda Poblete): "Artesãos de Xagrin" O segundo casal da Viradouro simbolizou a profissão considerada nobre pelos escravizados: o sapateiro. No período escravocrata brasileiro, os escravizados andavam descalços, uma forma sutil de estigmatizar e controlar a população negra. O xagrin, calçado baiano reproduzido na saia da porta-bandeira, era comercializado por artesãos negros alforriados. Também presente na fantasia do casal a pomba da liberdade, marcando temporalmente o fim da abordagem do período escravocrata no enredo. Com o fim da escravidão, os negros, agora alforriados, continuaram com suas atividades de mercação pelas ruas da cidade, fato abordado pelas alas seguintes do desfile. A fantasia do segundo casal foi criada pelos carnavalescos Marcus Ferreira e Tarcísio Zanon e confeccionada pelo Ateliê Murilo Moura. Ala 8 (Juvenil): "Mestres do Brincar" A ala juvenil desfilou com fantasias em alusão aos brinquedos fabricados pelos alforriados na Baixa do Dendê. A ala foi dividida em dois figurinos: o masculino, simbolizando os cavalinhos coloridos (retratados no chapéu da fantasia) e o feminino, as bonecas de madeira (também presente no chapéu do figurino). A ala foi premiada com Troféu Gato de Prata. Ala 9 (Projeto de Casais de Mestre-sala e Porta-bandeira): "Arteiros de Contas" A nona ala do desfile, formada por vários casais de mestre-sala e porta-bandeira do projeto da Viradouro, representou a arte baiana de contas e miçangas. As peças são base para diversos adornos artesanais como guias, colares e pulseiras. Ala 10: "Trançadeiras de Pitas" A décima ala foi coreografada com mulheres negras simulando a colheita da pita, espécie de bambu utilizada por alforriadas no artesanato, servindo para confecção de objetos de decoração Ala 11: "Bugingueiros de Artefatos" A ala retrata os bugingueiros, alforriados que viviam pelas ruas de Salvador vendendo artefatos e bugigangas como utensílios domésticos. Alegoria 3: "Joias de Crioula: A Arte Metal e o Ganho da Sorte".Visão lateral da alegoria, vista da arquibancada. Alegoria 3: "Joias de Crioula: A Arte Metal e o Ganho da Sorte" O terceiro carro alegórico do desfile faz referência às joias, feitas a base de metal, produzidas e utilizadas pelas ganhadeiras, que por esse motivo eram chamadas de joias de crioula. As ganhadeiras utilizavam as joias em um indicativo de prosperidade, clientela numerosa e, portanto, sinal de que vendiam produtos de qualidade. Além do trabalho e do empoderamento feminino e social, as joias tinham valor espiritual. Os balangandãs de prata são tidos como amuletos que afastam o mau olhado e trazem sorte. O aspecto prateado da alegoria contrasta com as fantasias das composições em forma de fitas devotivas. As fitinhas de devoção se popularizaram em Itapuã. Inicialmente, a tipografia da fitas era marcada com a prata; posteriormente passou a xilogravura. As ganhadeiras usavam as fitinhas de Nossa Senhora da Conceição (padroeira do bairro) entrelaçadas às joias, como símbolos de bravura, resistência e axé. Destaques e composições: Semi-destaque frontal: Victoria Castelhano (Fantasia "Joias de Crioula") Destaque alto central: Edmilton Paracambi (Fantasia "Balangandã Real") Grupo cênico (no chão da avenida e nas laterais da alegoria): Fantasia "Fitas da Sorte" | |
| Setor 4: "Festa na Aldeia" | |
| Ala 12: "Rancho das Flores (Cucumbi)" Abrindo o setor que trata das manifestações culturais que influenciaram a criação do grupo musical das Ganhadeiras de Itapuã, a ala doze simbolizou o Rancho das Flores, que desfilava em cortejo pelas ruas de Salvador, com seus componentes vestidos como cucumbis, misturando traços culturais indígenas e africanos – povos ancestrais de Itapuã). Ala 13: "Terno de Reis (O Palhaço)" A ala remete ao Terno de Reis. Nas "noites de Reis", entre 25 de dezembro e 6 de janeiro, diversos Ternos (grupos de musicistas) saíam às ruas do bairro, parando nas casas e fazendo apresentações músico-teatrais dos palhaços do Reisado. Ala 14 (Passistas): "Lenda do Pássaro do Abaeté (Afoxé)" A ala de passistas representou o bloco afro "A Lenda do Pássaro do Abaeté Numa Manhã de Muito Sol", um dos destaques das festas de verão/carnaval de Itapuã. O nome do bloco foi inspirado num poema de Myriam Fraga, em referência aos pássaros que margeavam a Lagoa do Abaeté. A ala de passistas recebeu os prêmios S@mba-Net e Gato de Prata. Rainha de Bateria (Raíssa Machado): "Rainha Malê" Rainha de bateria da Viradouro há sete carnavais, Raíssa Machado desfilou com fantasia em referência à rainha do bloco afro Malê Debalê. Na fantasia foram utilizadas 1,5 mil penas de faisão artificial e milhares de cristais. Assinado pelo estilista Henrique Filho, o figurino foi todo bordado a mão. Ala 15 (Bateria): "Malê Debalê" / Diretor de Bateria (Mestre Ciça): "Rei Malê" / Tripé 3: "Timbal Malê" Os trezentos ritmistas da bateria "Furacão Vermelho e Branco" desfilaram representando o Bloco Afro Malê Debalê, fundado em 1979 por um grupo de moradores de Itapuã. O nome do bloco é uma referência aos malês, negros muçulmanos que, em 1835, em Salvador, realizaram o maior levante de escravizados da história do Brasil, a Revolta dos Malês. Já o nome "Debalê" traduz uma conotação de positividade e felicidade. Durante o desfile, a bateria executou paradinha com timbal e movimentos nos rimos do ijexá e da Timbalada. A bateria foi acompanhada por um tripé em formato de tambor. No momento da paradinha do timbal, o tripé se abria, no meio da bateria, revelando duas mulheres, cada uma com seu timbal. Juntas, elas participavam da paradinha, tocando o instrumento. A bateria recebeu os prêmios Tupi e Explosão in Samba, além do Troféu Bateria para mestre Ciça e a paradinha com timbal. Ala 16: "Yalodê (Afoxé)" A ala remete ao Yalodê, importante afoxé de Itapuã. O afoxé, também chamado de candomblé de rua, é um cortejo de rua que sai durante o carnaval. É uma manifestação afro-brasileira, originária da Bahia, com raízes no povo iorubá. Ala 17: "Cheganças do Mar Aberto (Os Cavaleiros)" A ala faz alusão às Cheganças de Itapuã, manifestação inspirada na luta entre cristãos e mouros, que influenciou o ritmo adotado pelas Ganhadeiras de Itapuã: o samba de mar aberto. Componentes da ala carregam estruturas de vime na forma de cavalos marinhos. A ala tem dois figurinos: um representando a marujada cristã, e outro, a marujada moura. Musa - Lorena Improta: "Rainha do Carnaval de Itapuã" A cantora e dançarina baiana Lore Improta desfilou à frente da quarta alegoria com fantasia vermelha e branca em referência ao carnaval de Itapuã. Alegoria 4: "Ciranda de Roda à Beira do Mar Aberto".Visão lateral da alegoria, vista da arquibancada. Alegoria 4: "Ciranda de Roda à Beira do Mar Aberto" O quarto carro alegórico do desfile faz referência a criação do grupo musical Ganhadeiras de Itapuã, fundado em março de 2004 a partir de encontros musicais realizados entre moradores empenhados na busca pelo resgate de tradições do passado e pela preservação da memória cultural do bairro. O termo "samba de mar aberto" foi criado por Amadeu Alves, diretor musical das Ganhadeiras de Itapuã, para denominar o jeito de tocar e cantar o samba no litoral de Itapuã. A Praia de Itapuã tem abertura total ao Oceano Atlântico, por isso o termo "mar aberto". A alegoria remete ao grupo musical das Ganhadeiras e ao conceito de "samba de mar aberto" misturando elementos marítimos, como as ondas do mar e o Farol de Itapuã, com decorações carnavalescas inspiradas na obra de Júnior Pássaros, artista baiano que criou inúmeras decorações de orla para o carnaval de Itapuã. Na reprodução do Farol de Itapuã, bonecas giram simbolizando a ciranda de roda. O carro também é decorado com fotografias das Ganhadeiras. Destaques e composições: Personagem frontal: Margareth Menezes (Fantasia "Estrela do Carnaval Baiano") Destaque lateral esquerdo: Ray Meneses (Fantasia "Folias de Mar Aberto - Pierrô") Destaque lateral direito: Ricardo Ferrador (Fantasia "Folias de Mar Aberto - Arlequim") Composições femininas e masculinas (nas laterais): Fantasia "Foliões do Mar Aberto" Grupo cênico (na base farol): Fantasia: "Cirandeiras de Roda" | |
| Setor 5: "Sagrada-Matriz" | |
| Grupo cênico: "O Bando Anunciador" Abrindo o setor sobre manifestações religiosas de Itapuã, o grupo coreografado remete ao Bando Anunciador, artistas mambembes que "anunciam" os festejos religiosos da região. A fantasia é inspirada nos artistas do Bando, que usam flores, máscaras e trompetes. Ala 18: "Missa do Anzol" A ala faz alusão a Missa do Anzol, celebração a São Pedro. A missa é celebrada na igreja do bairro, de onde sai uma procissão de velas. A saia da fantasia é decorada com reproduções de peixes, uma vez que São Pedro é o padroeiro dos pescadores. Ala 19: "Procissão de São Tomé" A ala faz alusão à Procissão de São Tomé, que sai da Igreja Matriz de Itapuã e segue até o Cruzeiro de São Tomé, na praia de Piatã. O chapéu da fantasia tem o formato de uma casa, uma vez que o santo é considerado padroeiro dos arquitetos e construtores. Terceiro casal de mestre-sala e porta-bandeira (Diego Jenkins e Gislaine Lira): "Presente de Oxum" O terceiro casal fez referência a mais uma das celebrações religiosas de Itapuã, o "Presente de Oxum", que ocorre todo final do ano. Em Salvador é comum a realização de festividades conhecidas como "presente", em que os adeptos do candomblé lançam oferendas às águas. Os participantes fazem um cortejo cantando e dançando pelas ruas, e depositam os presentes à beira da Lagoa do Abaeté. O figurino de Gislaine e Diego faz referência ao artesanato de orixás de barro com adornos em branco, típico dos artesãos do bairro de Itapuã. Também é decorado com espelhos e rosas, duas das oferendas ofertadas a Oxum. A fantasia do terceiro casal foi criada pelos carnavalescos Marcus Ferreira e Tarcísio Zanon e confeccionada pelo Ateliê Alessandra Reis. Ala 20: "Festa de Iemanjá" / Elemento cênico: "A Baleia" As oferendas jogadas ao mar para Iemanjá, costumeiramente na virada do ano, é a referência para a ala. A ala é acompanhada por um balão inflável no formato de uma baleia. Entre os séculos XVII e XIX, Itapuã era um polo de pesca de baleia, animal que movimentava a economia da região. Por esse motivo, é comum réplicas de baleia serem ofertadas ao mar. Ala 21: "Festejo de Santana" A ala simboliza os festejos a Nossa Senhora de Santana, uma das santas padroeiras protetoras do grupo musical As Ganhadeiras de Itapuã. Nas religiões de matriz africana, Sant'Ana é sincretizada com Nanã, a orixá da lama. A fantasia da ala é decorada com flores (oferecidas em devoção a Sant'Ana) e uma réplica da imagem da santa nas mãos dos componentes. A tonalidade do figurino faz alusão ao sincretismo com Nanã, além de lembrar a arte sacra em barro, característica de Itapuã. Grupo cênico: "Romeiros de Velas" O grupo coreografado remete a Procissão de Velas, uma das mais tradicionais manifestações religiosas de Itapuã. O grupo cênico desfilou à frente e ao redor da quinta alegoria, representando as ganhadeiras que participam da romaria. Alegoria 5: "Nas Escadas da Fé: É a Voz da Mulher!" O quinto carro alegórico do desfile remete à Lavagem de Itapuã, dedicada a Nossa Senhora da Conceição, padroeira do bairro. A tradição começou no século XIX e era celebrada no dia 2 de fevereiro, devido à devoção dos pescadores a Nossa Senhora das Candeias, divindade que corresponde a Oxum, orixá das águas doces nos candomblés da Bahia. A partir da década de 1930, a celebração foi transferida para uma data móvel, sempre na quinta-feira antes do carnaval, e passou a ser realizada como devoção à Nossa Senhora da Conceição. Durante a celebração, os moradores realizam a lavagem da escadaria da igreja Nossa Senhora da Conceição de Itapuã, com participação das integrantes do grupo As Ganhadeiras de Itapuã. A alegoria é decorada com reproduções de velas gigantes e rosas brancas, que foram distribuídas ao público no sambódromo. Na parte frontal, uma escadaria com integrantes encenando a lavagem com jarros e vassouras. E ainda, uma grande escultura da santa e um compartimento em forma de coração que se abre revelando a atriz Patrícia Costa, ex-rainha de bateria da escola, vestida de dourado, representando Oxum. A alegoria vem ladeada pelo grupo cênico que remonta a tradicional Procissão de Velas, realizada durante os festejos para Nossa Senhora. A estética do carro alegórico, assim como em todo o quinto setor do desfile, foi inspirada no artesanato de barro de Itapuã. \| Destaques e composições: Personagem central: Patrícia Costa (Fantasia "Oxum") Semi-destaque lateral esquerdo: Luana Figueiredo (Fantasia "Arautos de Nossa Senhora da Conceição") \| Semi-destaque lateral direito: Valesca Ritz (Fantasia "Arautos de Nossa Senhora da Conceição") Grupo cênico (na escadaria): Fantasia "Ganhadeiras Afro-Sacras" Grupo cênico (no chão da avenida): Fantasia "Romeiros de Velas" \| | |
| Setor 6: "Os Tesouros do Brasil" | |
| O sexto e último setor do desfile é composto apenas por mulheres, com exceção da ala dos compositores. Cada ala tem a fantasia com uma cor predominante, formando um arco-íris quando visto de cima. Ala 22: "Quebradeiras de Coco" Abrindo o setor sobre grupos femininos semelhantes às Ganhadeiras, a ala faz referência ao grupo musical das quebradeiras de coco babaçu. O figurino utiliza a saia das danças de carimbó para demarcar o espaço onde as quebradeiras surgiram: a Região Norte do Brasil. Ala 23: "Destaladeiras de Fumo" A ala faz alusão ao grupo musical das Destaladeiras de Fumo de Arapiraca e suas tradicionais sombrinhas. As destiladeiras trabalhavam horas a fio sentadas no chão dos "salões de fumo", destalando e selecionando as folhas ao som de cantigas. O canto das destaladeiras é entoado a várias vozes e com uma voz solo no improviso dos versos. Ocorrem em forma de trovas rimadas e têm como característica serem arrastados e sem acompanhamento instrumental. Ala 24: "Cantadeiras do Sisal" A ala remete às cantadeiras do sisal, mulheres que trabalham nas várias etapas de produção da fibra, desde o plantio até a fabricação dos produtos derivados. O repertório das cantadeiras, entoado em grupo durante a produção do artesanato, é formado por cantigas conhecidas desde a infância. A fantasia faz referência ao grupo musical das Cantadeiras do Sisal de Valente (Bahia), que são acompanhadas por dois aboiadores (responsáveis por chamar o gado com o canto), justificando a figura do boi no chapéu das componentes. A estética do figurino remete ao universo do cangaço. Ala 25: "Farinheiras de Barrocas" A ala simboliza as farinheiras de Barrocas (Bahia), um dos principais produtores de farinha de mandioca da região, onde surgiu o grupo das Farinheiras, mulheres responsáveis por descascar e peneirar a mandioca, enquanto entoam cantigas de domínio público. O figurino da ala lembra o movimento de peneirar, além dos florais, tecido característico do estado da Bahia. Ala 26: "Lavadeiras de Almenara" A ala lembra do grupo musical mineiro Lavadeiras de Almenara, fundado em 1991. As mulheres interpretam cantigas aprendidas nas margens do Rio Jequitinhonha, na cidade de Almenara, além de modinhas, sambas de roda e batuques. Alegoria 6: "As Ganhadeiras de Itapuã - O Axé que Veio da Bahia!".Visão lateral da alegoria, vista da arquibancada. Alegoria 6: "As Ganhadeiras de Itapuã - O Axé que Veio da Bahia!" O sexto e último carro alegórico do desfile celebra o grupo Ganhadeiras de Itapuã. As integrantes do grupo desfilaram na parte da frente do carro, que tem o formato da coroa, símbolo da Viradouro. Atrás da coroa, uma grande escultura de Maria do Xindó, uma das Ganhadeiras, levanta um tecido em LED com a inscrição "Lute como uma mulher". A alegoria também é decorada com vários oxês (machado de dois gumes) de Xangô, orixá regente da Viradouro. A alegoria teve problema de iluminação, passando apagada na maior parte do desfile. Destaques e composições: Grupo As Ganhadeiras de Itapuã: Fantasia "As Ganhadeiras de Itapuã – Tesouro do Brasil" Destaque frontal: Thalyta Monassa (Fantasia "Oxé de Xangô") Semi-destaque central: Susie Monassa (Fantasia "Kaô-Kabecilé!") Composições femininas: Fantasia "Partideiras da Viradouro" Ala 27 (Compositores): "Baianos Cariocas" Os compositores da Viradouro desfilaram carregando reproduções de berimbau em referência aos "baianos de ganho" das ruas do Rio de Janeiro: os musicistas da capoeira, que fazem seu sustento através da música, assim como as Ganhadeiras de Itapuã na Bahia. Grupo de encerramento: "Lute Como Uma Mulher!" Um grupo de mulheres negras notáveis encerrou o desfile da Viradouro, destacando a luta feminina no Brasil. As componentes vestiam uma indumentária com um dos símbolos do feminismo, reconhecendo assim a trajetória contínua de luta das mulheres. | |
| Destaques e composições: Personagem central: Patrícia Costa (Fantasia "Oxum") Semi-destaque lateral esquerdo: Luana Figueiredo (Fantasia "Arautos de Nossa Senhora da Conceição") | Semi-destaque lateral direito: Valesca Ritz (Fantasia "Arautos de Nossa Senhora da Conceição") Grupo cênico (na escadaria): Fantasia "Ganhadeiras Afro-Sacras" Grupo cênico (no chão da avenida): Fantasia "Romeiros de Velas" |

## Recepção dos especialistas
A Viradouro foi apontada como uma das favoritas ao título de campeã e o desfile foi amplamente elogiado pela crítica especializada, ganhando adjetivos como "excelente", "impecável" e "arrebatador". A Folha de S.Paulo escreveu que a Viradouro "lavou a alma do público com uma apresentação impecável". Para Caio Sartori, do Estadão, o samba da Viradouro "causou frisson nas arquibancadas" ("De refrão chiclete, o samba era entoado à capela em dois trechos e conquistou a plateia. As alegorias e fantasias eram muito luxuosas e caprichadas").
Aydano André Motta, em sua crítica para O Globo, escreveu que "quem quiser ser campeão em 2020 terá de ganhar da Viradouro". Segundo o jornalista,  "a escola de Niterói realizou desfile excelente, que empolgou a Sapucaí [...] A história das Ganhadeiras de Itapuã rendeu um desfile bem realizado, rico, que encantou a plateia". Também foi pontuado que a apresentação "demoliu a crença de que o público fica frio no início da maratona"; que a bateria de Mestre Ciça "levantou a arquibancada, num coro emocionante"; e que o samba "conduzido pelo excelente Zé Paulo Sierra foi cantado pelos componentes como se não houvesse amanhã". Para Anderson Baltar, do UOL, "a Viradouro fez um desfile empolgante e de visual de impacto", destacando que "a comissão de frente levou o público ao delírio [...] A bateria de mestre Ciça levantou as arquibancadas com um arsenal de paradinhas ousadas e bem ensaiadas. A Viradouro saiu da avenida com a sensação de dever cumprido".
O site SRzd classificou o desfile como "arrebatador", destacando que "com samba-enredo contagiante, carros luxuosos e componentes animados, a agremiação levantou a Sapucaí" e "em uma de suas únicas falhas, a escola apresentou problemas com a iluminação do último carro, que passou apagado pela avenida". Para Raquel Valença, o samba "embora em andamento muito acelerado, funcionou muito bem. A parte plástica esteve impecável, mas tinha um quê de ostentação que incomoda, principalmente num carnaval de aperto financeiro como este. Sobrou em luxo o que faltou em emoção. Ainda assim, foi um desfile impactante, forte candidato ao título". Segundo Luiz Fernando Reis, "quem tiver que ganhar, vai ter que ganhar da Viradouro, sem dúvida, mas faltou aquela coisa da emoção, faltou o arrepio". Para Eliane Souza, "a experiência do primeiro casal foi um destaque e os outros casais também fizeram uma bela performance". Wallace Safra apontou que "as alegorias apresentaram um trabalho plástico impecável, coerente e de fácil leitura com o enredo proposto. Os adereços também obedeceram a mesmo coerência. Plástica limpa e com mensagem direta" e que "o desfile foi recheado de diversificação de materiais em seus acabamentos, o que possibilitou leituras fáceis e visualmente suaves". Analisando a bateria da escola, Cláudio Francioni apontou que "o andamento mais acelerado, característico do lendário Ciça, casou perfeitamente com o samba da escola".
Guilherme Ayupp, do site Carnavalesco, classificou o desfile como "quase impecável", destacando que a comissão de frente "aliou tradicionalismo, dança e o fator surpresa"; Rute e Julinho fizeram "uma apresentação firme, tradicional e perfeita"; "a escola passou cantando forte o samba"; e "a bateria levantou a Sapucaí com uma paradinha onde um atabaque gigante entrava no meio dos ritmistas". Segundo a análise, "um buraco na altura do segundo módulo de julgamento e a última alegoria que passou apagada boa parte da avenida são pequenos detalhes no mar de bom gosto, mas que contam na hora da apuração". Ramiro Costa, da coluna Roda de Samba, do Extra, escreveu que a Viradouro fez uma apresentação tecnicamente perfeita, mas sentiu falta de um "grande samba". Ainda segundo o jornalista, as fantasias "grandes e volumosas, atrapalharam a evolução dos componentes".
Em sua crítica, o portal Carnavalize escreveu que "a escola fez um excelente desfile e se credencia à briga pelas primeiras posições", destacando que a comissão de frente realizou um "trabalho interessante e muito bem coreografado"; "as alegorias eram altas, exuberantes, tinham boa volumetria e abusaram das cores metálicas"; "o conjunto de fantasias foi bem trabalhado"; "o enredo fez uma bela homenagem às ganhadeiras e foi bem desenhado, apesar de pouco aprofundado"; "um dos grandes destaques da passagem da escola foi a bateria do mestre Ciça, que extasiou a Avenida com uma bossa de timbal tocada por duas mulheres, que arrancou aplausos das arquibancadas"; "o andamento do samba passou aceleradíssimo", mas "rendeu muito bem e a harmonia teve um excelente rendimento"; "o único problema de evolução ficou por conta de um buraco aberto em frente ao setor 6, sem quaisquer outros imprevistos".

## Julgamento oficial
A Viradouro foi campeã com a mesma pontuação da vice, Acadêmicos do Grande Rio, superando a escola caxiense nos critérios de desempate - melhor desempenho no quesito Evolução. Foi o segundo título conquistado pela Viradouro na elite do carnaval. O anterior foi conquistado 23 anos antes, no carnaval de 1997. A vitória da escola representou a quebra de um famoso tabu no carnaval do Rio: pela primeira vez no Sambódromo, a segunda escola a desfilar na primeira noite foi campeã. Os carnavalescos Marcus Ferreira e Tarcisio Zanon foram campeões pela primeira vez na elite do carnaval. Também foi a estreia de Marcus no Grupo Especial, passando a integrar o restrito grupo de carnavalescos que conquistaram o título em seu ano de estreia, como Leandro Vieira (em 2016, na Mangueira) e Fernando Pamplona (em 1960, no Salgueiro). No acesso, ambos conquistaram títulos trabalhando separados. Com a vitória, a escola foi classificada para encerrar o Desfile das Campeãs, que foi realizado entre a noite do sábado, dia 29 de fevereiro de 2020, e a madrugada do dia seguinte, no Sambódromo da Marquês de Sapucaí. Homenageadas pelo desfile, as Ganhadeiras de Itapuã e os moradores do bairro se juntaram para assistir a apuração das notas e festejaram o resultado final. Na quadra da Viradouro, em Niterói, a festa do campeonato atravessou a madrugada, reunindo mais de quinze mil pessoas no local.

### Justificativas
Justificativas das notas abaixo de dez:
- O julgador Wagner Louza, do módulo 3 de Fantasias, deu nota 9,9 para a escola justificando que "em termos gerais, algumas fantasias perderam o principal elemento decorativo narrativo em meio a profusão de formas, cores e texturas". O julgador também citou que algumas fantasias das baianas "apresentaram falha elétrica no LED vermelho".[78] A nota foi descartada por ter sido a menor do quesito.

- Alfredo Del-Penho, do módulo 2 de Samba-enredo, deu nota 9,9, retirando um décimo da melodia do samba, com a justificativa de "partes que se desenvolvem da mesma forma, com trechos semelhantes [...] perdendo em criatividade".[79] A nota foi descartada por ter sido a menor do quesito.

- Paulo César Morato, do módulo 3 de Comissão de Frente, deu nota 9,9 para a comissão da escola. Segundo o julgador, "o final da coreografia de chão das ganhadeiras e enquanto subiam no tripé, foi feito de forma muito lenta e descoordenada". O julgador também apontou que "durante a primeira parte da coreografia de chão, uma das dançarinas se atrasou na troca da saia, prejudicando o efeito".[80]

- Raffael Araújo, do módulo 5 de Comissão de Frente, deu nota 9,9 para a escola alegando que "a impactante apresentação da proposta de solução artística para o elemento cênico o deixou demasiadamente grande". O julgador também reclamou que o elemento cênico "não girou para uma apresentação frontal e por isso, apenas a metade do grupo pode ser vista".[81]

- Fernando Lima, do módulo 1 de Alegorias e Adereços, deu nota 9,9 para a escola. O julgador alegou que o tripé "Timbal Malê", que acompanhou a bateria, destoou das demais alegorias ("o efeito e a qualidade do acabamento do tripé maculou a apresentação do conjunto de alegorias").[82]

- Walber Ângelo de Freitas, do módulo 3 de Alegorias e Adereços, deu nota 9,9 para a escola, descontando um décimo por causa do problema de iluminação da última alegoria ("A iluminação e a projeção, além de valorizar, acrescentava informações importantes à temática").[83]

- Teresa Piva, do módulo 4 de Alegorias e Adereços, também deu nota 9,9 por causa da falta de iluminação na última alegoria.[84]

- Madson Oliveira, do módulo 5 de Alegorias e Adereços, também deu nota 9,9 por causa da falta de iluminação na última alegoria ("a iluminação fez falta para ressaltar Xangô como regente da Viradouro [...] Isso também é ratificado na letra do samba-enredo, na frase: 'Xangô ilumina a caminhada'").[85]

- Gerson Oliver, do módulo 1 de Evolução, deu nota 9,9 para a escola. A justificativa não foi disponibilizada pela LIESA. A nota foi descartada por ter sido a menor do quesito.
- Jardel Maia Rodrigues, do módulo 5 de Harmonia, deu a nota mais baixa do desfile: 9,8. O julgador penalizou a escola em dois décimos por "observar uma variação de andamento, acelerando o samba e interferindo negativamente na harmonia, na fluência e na regularidade do tempo da canção" e porque "os componentes não conseguiram manter a tenacidade e muitas alas não mantiveram o canto", citando as alas 11, 12, 23 e 24.[86] A nota foi descartada por ter sido a menor do quesito.

## Premiações
| Pelo seu desfile, a Viradouro recebeu as seguintes premiações: - Estandarte de Ouro 1. Melhor enredo 2. Melhor comissão de frente - Estrela do Carnaval 1. Melhor casal de mestre-sala e porta-bandeira (Julinho e Rute) 2. Melhor ala de baianas - Gato de Prata 1. Melhores carnavalescos (Marcus Ferreira e Tarcísio Zanon) 2. Melhor casal de mestre-sala e porta-bandeira (Julinho e Rute) 3. Melhor ala (Juvenil - Fantasia: "Mestres do Brincar") 4. Melhor ala de passistas masculinos 5. Melhor comunicação com o público: samba-enredo da Viradouro - Prêmio SRzd 1. Melhor escola 2. Melhor ala de baianas - S@mba-Net 1. Melhor conjunto de passistas 2. Melhor destaque de luxo (Edmilton Paracambi na terceira alegoria do desfile) | - Prêmio Plumas & Paetês Cultural 1. Carnavalescos (Marcus Ferreira e Tarcísio Zanon) 2. Direção de carnaval (Alex Fab e Dudu Falcão) 3. Diretor de barracão (Nilton Rosa) 4. Figurinista (Roberto Monteiro) 5. Aderecistas (Ricardo Cigano, Luiz Silva e Leandro) 6. Costureira (Denise Correa e Adailza) 7. Pintor artístico (Leandro Assis) - Troféu Bateria 1. Melhor diretor (Mestre Ciça) 2. Melhor paradinha (com timbal) - Troféu Explosão in Samba 1. Melhor bateria - Troféu Sambario 1. Melhor intérprete (Zé Paulo Sierra) 2. Melhor conjunto de fantasias - Troféu Tupi Carnaval Total 1. Melhor enredo 2. Melhor bateria 3. Melhor intérprete (Zé Paulo Sierra) |

## Repercussão da vitória
"Me lembro de quando era criança e o primeiro desfile que me apaixonei foi o de 1997, com a 'Explosão do Universo'. Poder estar na Viradouro junto com o meu companheiro e trazer o título para Niterói é um sonho realizado. Eu ainda nem estou acreditando, mas estou muito feliz e de alma lavada como diz o enredo".

— Tarcisio Zanon, um dos carnavalescos da Viradouro.
Ao final da apuração diversas celebridades usaram as redes sociais para celebrar a vitória da Viradouro, entre elas, Flávia Alessandra, Maria Rita, Carolina Dieckmann, Claudia Mauro e as cantoras Lore Improta e Margareth Menezes, que desfilaram pela escola. Em nota oficial, o então prefeito de Niterói, Rodrigo Neves, comemorou o título e disse que o investimento nas agremiações da cidade gera emprego, renda e movimenta a economia.
Os especialistas também aprovaram a vitória da Viradouro. Aydano André Motta, do jornal O Globo, apontou que a escola "apostou na valorização de seus componentes e da estrutura profissional", "empoderando a comunidade e investindo em excelentes profissionais para conquistar título". Para Bernardo Araujo, do UOL, "o samba mais cantado aliado a bom gosto e riqueza deu o título a Viradouro". O jornalista escreveu que "o belo e simples refrão 'Oh, mãe, ensaboa, mãe, ensaboa, pra depois quarar' —ajudado pela bateria do veterano Mestre Ciça, que, em suas paradinhas, liderava o coro de dezenas de milhares de vozes— foi, de longe, o que mais alto se ouviu na Sapucaí" e que os carnavalescos "Tarcísio e Marcus aproveitaram as belezas da Bahia —e a grana de Niterói— para montar um desfile de alto luxo". Para Anderson Baltar, também do UOL, a Viradouro venceu com justiça. Segundo o jornalista, a escola "apresentou um trabalho bastante consistente, com belas alegorias e fantasias, uma ótima bateria, um desempenho convincente de seus quesitos de chão e um samba, que se não estava entre os melhores do ano, caiu no gosto do público com o grudento refrão 'ensaboa, mãe'."

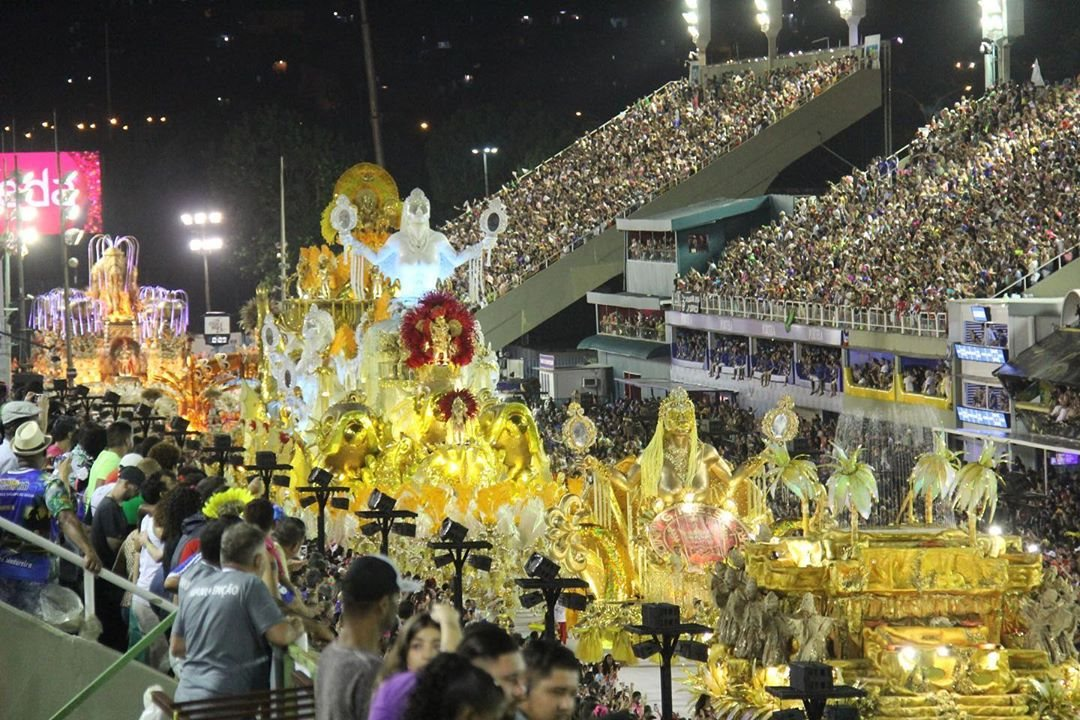
O início dourado do desfile da Viradouro. O luxo das alegorias e fantasias foi destacado pelos especialistas.

Ramiro Costa, do Extra, apontou que "houve um excesso de notas dez em alguns quesitos importantes, que comprometeram parcialmente o resultado final. Mas o cirúrgico julgamento em Evolução deu o justo título para a Viradouro" e que a escola "provou o quanto é importante escolher uma boa história e acertar a forma que ela será contada". Marcela Capobianco, da Veja Rio, destacou sete motivos que "explicam" o campeonato da escola: o enredo engajado; a comissão de frente ("Uma ideia simples, mas ousada"); a confiança dos componentes ("entraram na Sapucaí confiantes de que fariam um belo desfile"); o luxo ("alegorias, fantasias e adereços da Viradouro estavam impecáveis, o que chamou atenção em um ano em que as escolas tiveram orçamento apertado. A quase-ostentação promovida pela agremiação niteroiense foi um deleite para quem assistiu aos desfiles do domingo"); o samba ("O samba-enredo que não tinha sido elogiado pela crítica antes do desfile colou na mente do público da Sapucaí, que cantou junto com o intérprete Zé Paulo"); a bateria ("Mestre Ciça, no segundo ano à frente da bateria da escola, deu um show com a Furacão Vermelho e Branco"); e a harmonia e evolução ("Todos os componentes da escola cantaram o samba em alto volume durante todo o desfile").